# Nasique (poisson)
Naso brevirostris
Pour les articles homonymes, voir Nasique.
Espèce
Statut de conservation UICN

 LC  : Préoccupation mineure
Le Nasique ou Poisson licorne à roste court (Naso brevirostris) ou encore Poisson-Lyes est un poisson présent dans les récifs coralliens et sur les côtes rocheuses des eaux océaniques indo-pacifiques. 

## Description
Sa taille maximale est de 50 à 60 cm.
Il est de couleur bleu-gris à marron-verdâtre et possède une corne frontale au niveau des yeux.

Les juvéniles mangent des algues benthiques et les adultes mangent du zooplancton.

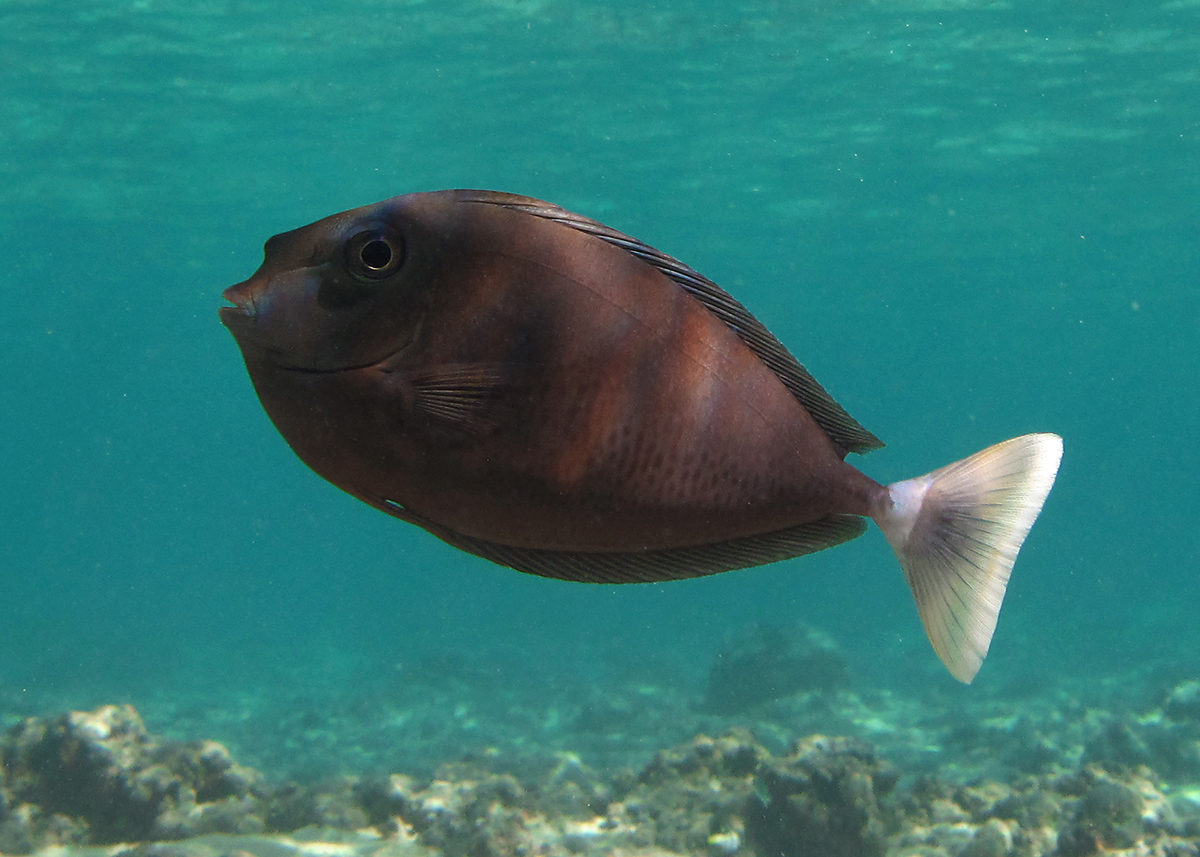
Juvénile à la Réunion.
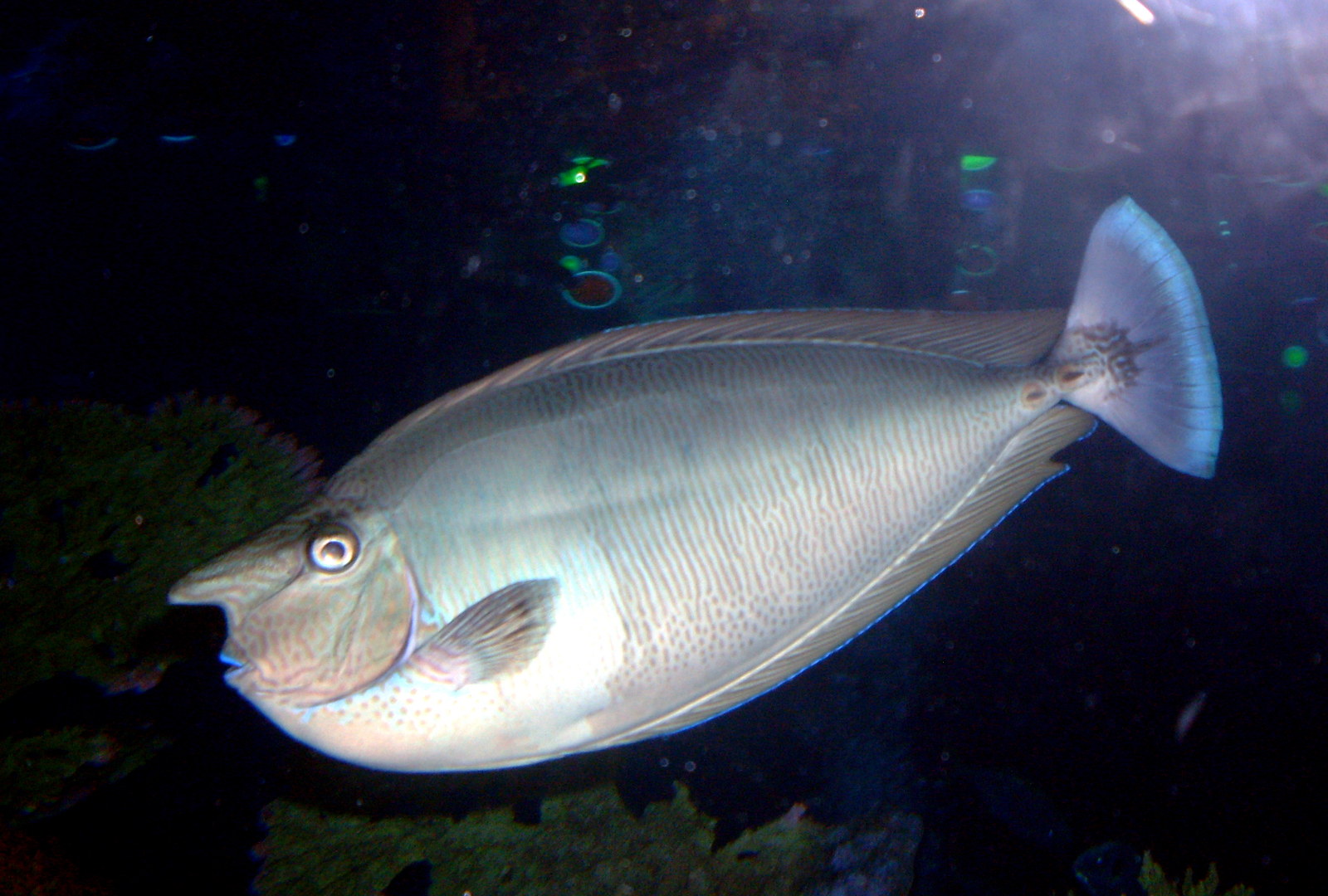
Adulte en aquarium.
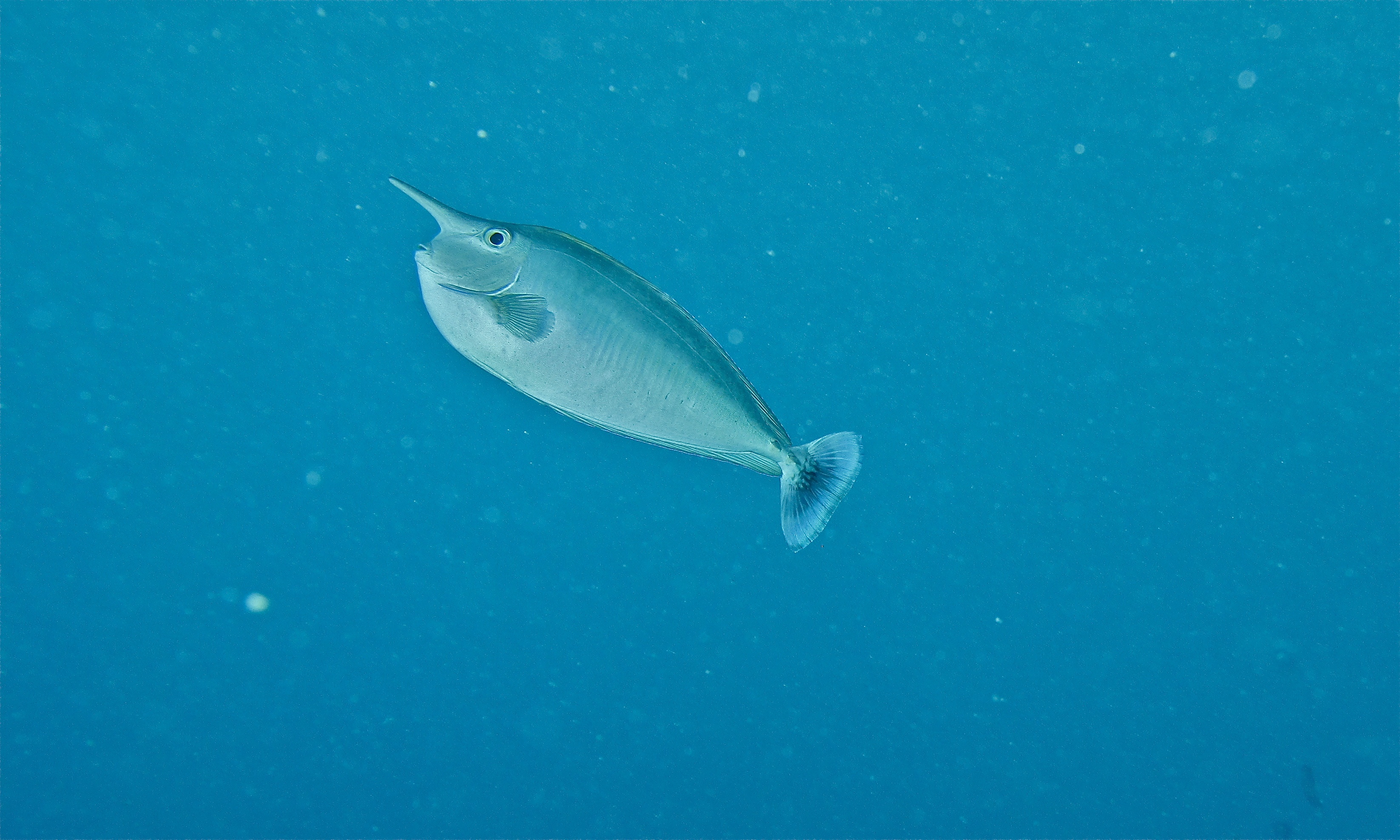
Adulte à Sabah, Malaisie.
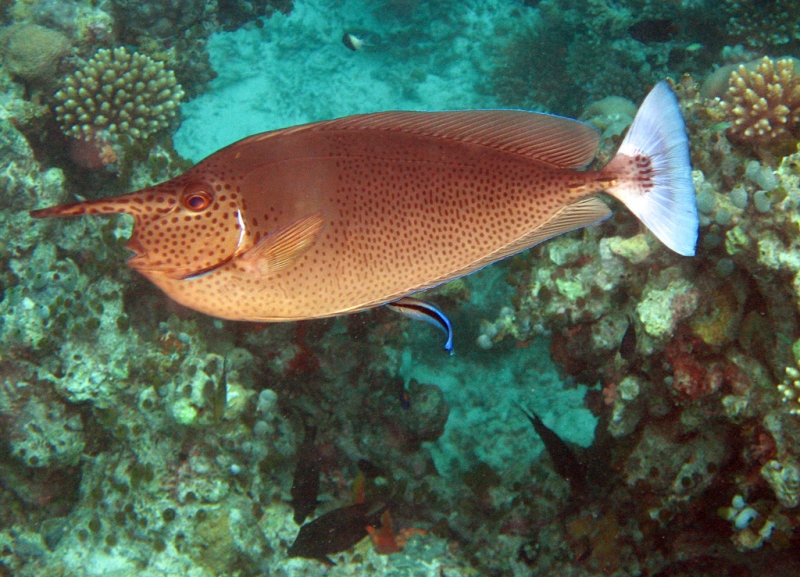
En station de nettoyage par un labre nettoyeur aux Maldives.
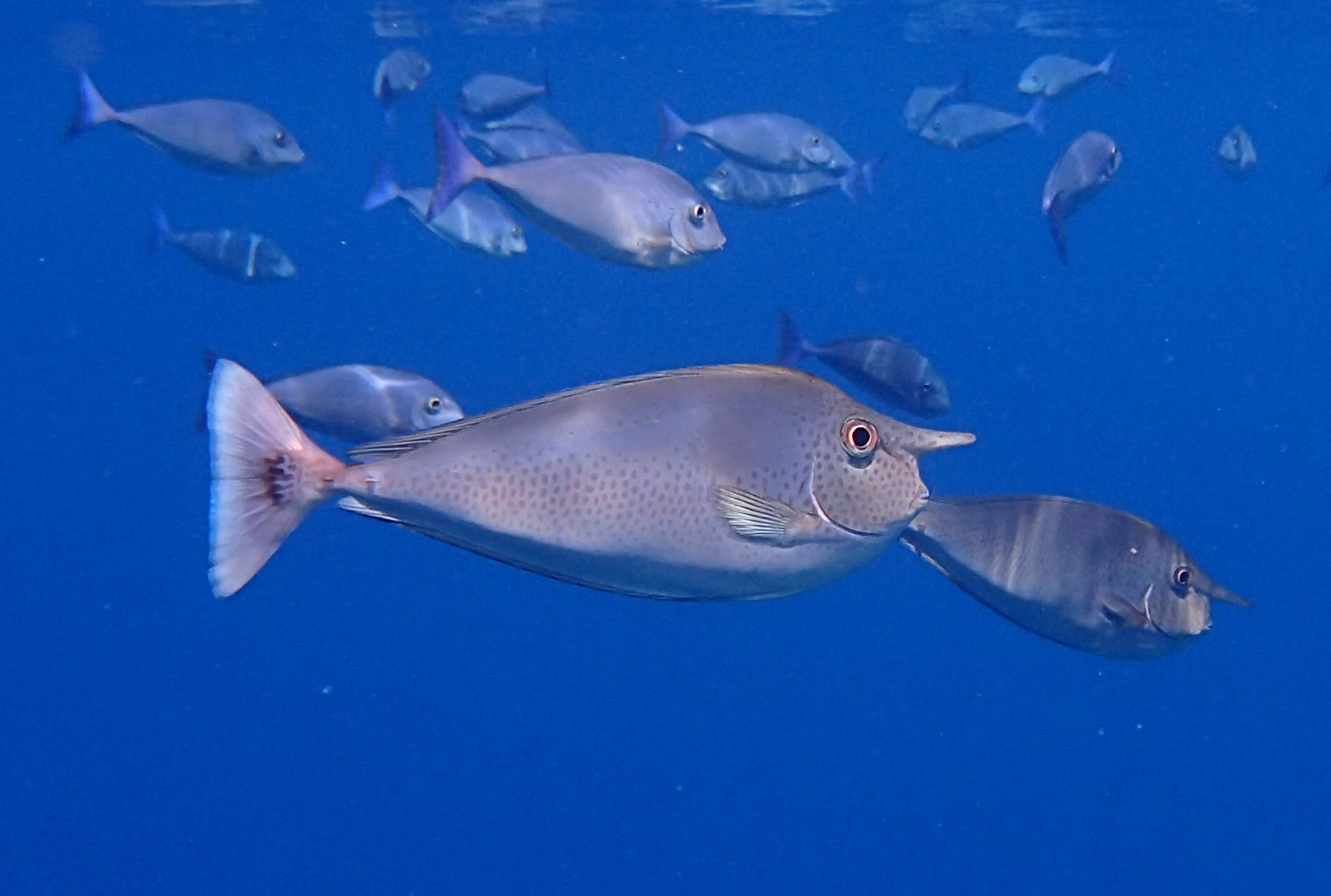
En banc aux Maldives.